# Istanza di procedimento
L'istanza di procedimento, nel diritto processuale penale italiano, è la manifestazione di volontà facoltativa con cui la persona offesa da un reato compiuto all'estero chiede al pubblico ministero di procedere per lo stesso. 
Essa è richiesta da parte della parte offesa dal reato tramite presentazione di denuncia penale o di querela.